# Цитогета
Цитоге́та, или Гетероплазмо́н, — цитоплазматическая гетерозигота, то есть особь, чей внеядерный геном (например, пластом) гетерозиготен.
Если в норме особь получает пластидный или митохондриальный геном от одного из родителей (чаще всего материнской особи). Однако иногда спонтанно зигота получает неядерный геном от обоих родителей. Тогда зигота оказывается гетерозиготной по генам этого генома.